# Míčov-Sušice
Míčov-Sušice là một làng thuộc huyện Chrudim, vùng Pardubický, Cộng hòa Séc.